# ベリエ (ロケット)

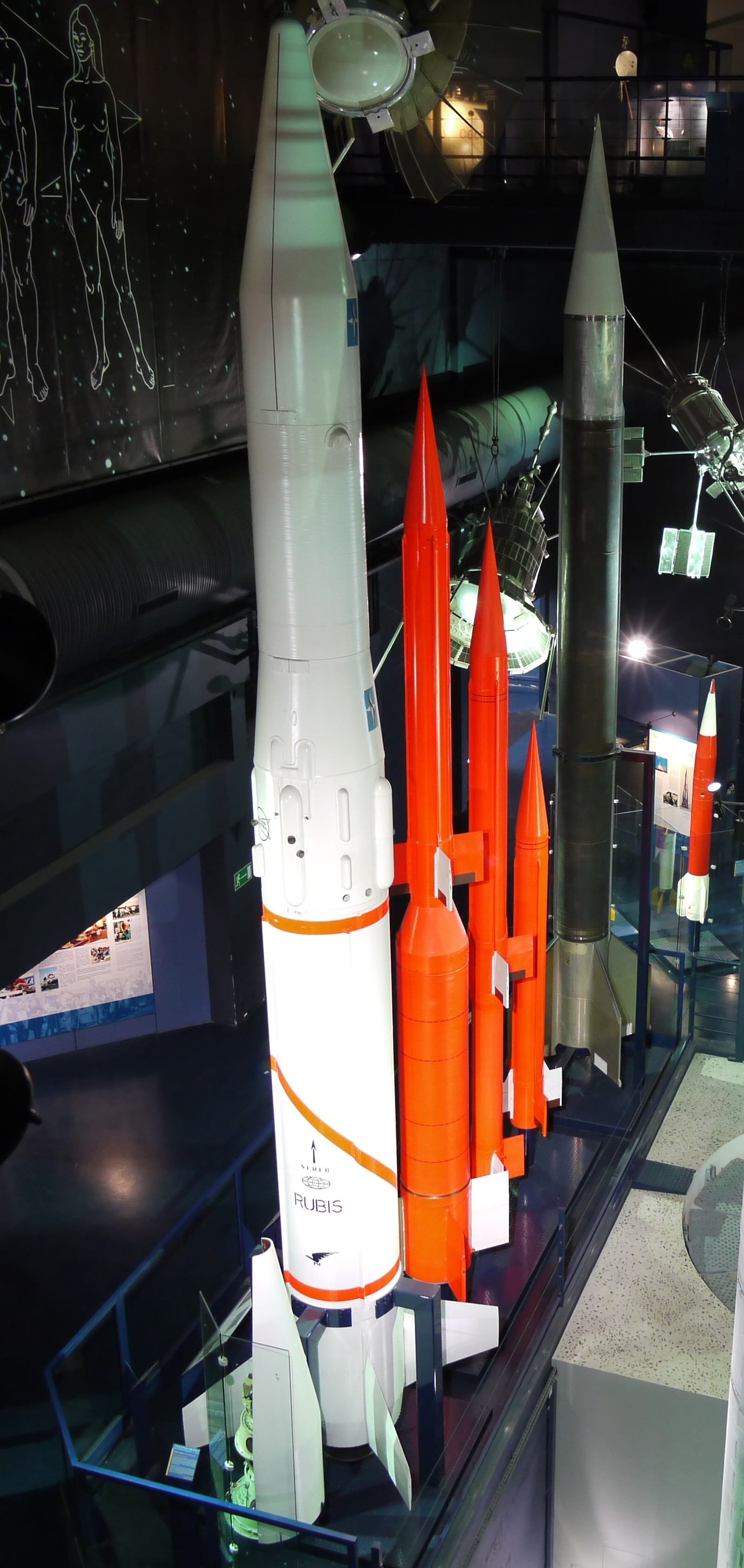
右から3番目の赤いロケットがベリエ

ベリエ（英: Belier）はフランスの固体燃料式観測ロケット。シュド・アビアシオンが開発した。単段式で、単体でも打ち上げられたが、フランスの他のロケットの上段としても使用された。1961年から1986年にかけて318回使用され、内18回失敗している。
製造ライセンスはインドとパキスタンに売られ、これらの国のロケット技術の基礎となった。

## ベリエI
- ペイロード: 30 kg
- 高度: 80 km
- 推力: 20,00 kN
- 全重量: 313 kg
- 直径: 0.31 m
- 全長: 4.01 m
- 翼幅: 0.78 m
- 初発射: 1961年5月24日
- 最終発射: 1970年11月6日
- 発射回数: 18

## ベリエII
- ペイロード: 30 kg
- 高度: 130 km
- 推力: 21.50 kN
- 全重量: 352 kg
- 直径: 0,31 m
- 全長: 5,90 m
- 翼幅: 0,78 m

## ベリエIII
- 高度: 109 km
- 全重量: 400 kg
- 直径: 0,31 m
- 全長: 3,80 m
- 初発射: 1968年3月18日
- 最終発射: 1969年9月25日
- 発射回数: 4

## ベリエIII-1
- 全重量: 300 kg
- 空虚重量: 100 kg
- 直径: 0.31 m
- 全長: 2.90 m
- 推力: 20.00 kN
- 燃焼時間:23秒
- 発射回数: 11